# 대사성 알칼리증
대사성 알칼리증(metabolic alkalosis)은 조직의 pH가 정상 범위(7.35-7.45)보다 큰 쪽으로 올라가는 대사 장애이다. 수소 이온 농도 감소로 인해 중탄산염 농도가 올라가거나, 중탄산염 농도가 바로 올라간 결과 발생한다. 즉 세포외액에 염기가 쌓이거나 산이 소실되면 발생할 수 있다. 콩팥이 제대로 기능하고 있다면 일반적으로 오래 지속되지는 않는다.

## 증상과 징후
경증의 대사성 알칼리증은 증상을 보이지 않는다. 중등도에서 중증의 대사성 알칼리증에서 나타날 수 있는 증상에는 감각 이상, 신경근 흥분, 테타니, 부정맥(대부분 저칼륨혈증 등의 전해질 이상으로 인해 발생), 혼수, 발작, 섬망 등이 있다.

## 원인
대사성 알칼리증의 원인은 소변의 염소 이온 농도에 따라 두 유형으로 구분할 수 있다.

### 염소 반응성 (소변 염소 농도 < 25 mEq/L)
- 수소 이온의 소실 – 구토나 콩팥을 통한, 두 가지 기전을 통해 가장 자주 일어난다.
  - 구토는 위의 내용물인 염산(수소 이온과 염소 이온의 결합)이 소실되게 만든다. 병원에서는 코위관 삽입 시 흔히 일어난다.
  - 심각한 구토는 칼륨 이온 소실(저칼륨혈증)이나 나트륨 이온 소실(저나트륨혈증)을 일으킨다. 콩팥은 집합관의 주세포에서 수소 이온을 사용해 소실된 나트륨과 칼륨을 보상한다. 나트륨-칼륨 펌프는 칼륨을 더 많이 잃는 것을 막는 역할을 한다. 수소 이온이 사용되며 대사성 알칼리증을 유발한다.[3]
- 선천성 염화물 설사 – 산증 대신 알칼리증을 일으키는 드문 형태의 설사이다.[4]
- 수축 알칼리증 – 탈수 상황 등에서 세포외공간에서 물이 소실되어 발생한다. 세포외액의 용적이 감소하면 레닌-안지오텐신계를 활성화시키며, 알도스테론은 콩팥의 네프론에서 나트륨의 재흡수를 유발하여 물도 함께 재흡수되도록 만든다. 그러나 알도스테론의 이차적인 작용은 수소 이온은 배설시키고 중탄산염을 보존하는 것이므로, 수소 이온 손실로 인해 pH가 올라간다.
  - 이뇨제 치료 – 고리 이뇨제와 티아지드 등의 이뇨제는 체액을 소실시켜 수축 알칼리증을 일으킬 수 있다. 운동선수들 이나[5] 섭식장애 환자들 사이에서 이뇨제를 남용하는 경우[6] 대사성 알칼리증이 발생할 수 있다.
- 고이산화탄소혈증 이후 – 환기저하로 인해 혈중 이산화탄소 농도가 증가하면서 고이산화탄소혈증과 호흡성 산증이 발생할 수 있다. 콩팥보상에서는 중탄산염을 이용하여 산증의 효과를 약화시킨다. 이산화탄소 농도가 정상 수준으로 돌아오면 높아진 중탄산염 농도로 인해 환자가 대사성 알칼리증에 걸릴 수 있다.
- 낭포성 섬유증 – 땀으로 NaCl이 너무 많이 소실되면 수축 알칼리증과 동일하게 세포외액 용적과 염화물이 감소한다.[7]
- 알칼리성 약제 – 중탄산염(소화성 궤양, 위 식도 역류병 등에서 처방)과 같은 알칼리성 약제나 제산제를 과도하게 사용하면 알칼리증을 유발할 수 있다.

### 염화물 규정이 안되는 알칼리증
- 우유 알칼리 증후군 -  칼슘과 흡수성 알칼리를 과다하게 섭취하여 고칼슘혈증, 대사성 알칼리증. 신부전의 세 가지 특징이 나타나는 질환이다.[8]

- 혈액 제제 투여 - 혈액 제제에는 시트르산 나트륨이 포함되어 있고 이 물질이 대사되면 중탄산 나트륨이 된다. 일반적으로 8 units보다 많은 양의 투여가 이루어졌을 때 알칼리증이 발생한다.[7]

- 알부민과 인산염 감소[9]

### 염화물 저항성 (소변 염소 농도 > 40 mEq/L)
- 중탄산염의 정체 – 중탄산염이 몸에 많이 남으면 알칼리증으로 이어질 수 있다.
- 수소 이온이 세포 안으로 이동 – 저칼륨혈증에서 관찰된다. 세포 바깥의 칼륨 농도가 낮아지면 칼륨이 세포 바깥으로 Due to a low extracellular potassium concentration, potassium shifts out of the cells. In order to maintain electrical neutrality, hydrogen shifts into the    cells, raising blood pH.
- 고알도스테론증 – 알도스테론 농도가 과도하게 높아지면(콘 증후군 등) 콩팥에서 나트륨-수소 역수송체 활성이 높아져 소변으로 수소 이온이 많이 소실된다. 이로 인해 나트륨 이온은 몸에 쌓이고 수소 이온은 세뇨관으로 펌프질된다. 이후 콩팥은 소변으로 나트륨과 염소를 배설한다.[10]
- 글리시리진 과다 소비
- 저마그네슘혈증
- 심각한 고칼슘혈증
- 바터 증후군과 지텔만 증후군
- 리들 증후군 – 상피 세포 나트륨 통로(ENaC)를 암호화하는 유전자에 돌연변이가 생겨 고혈압과 저알도스테론증이 나타난다.
- 11β-하이드록실레이스 결핍과 17α-하이드록실레이스 결핍 – 둘 모두 고혈압을 나타낸다.
- 아미노글리코사이드 독성으로 인해 네프론의 굵은 오름부분에 위치한 칼슘 감지 수용체가 활성화되고, NKCC2 공동수송체가 비활성화되며 바터 증후군과 유사한 저칼륨혈증과 대사성 알칼리증을 나타낸다.

## 보상
대사성 알칼리증의 보상은 주로 호흡을 느리거나 얕게 하는 환기저하(호흡보상)를 통해 이산화탄소를 덜 내보내는 방식으로 폐에서 주로 이루어진다. 이산화탄소는 그 후 탄산을 형성하여 pH를 감소시킨다.
대사성 알칼리증의 콩팥보상은 호흡보상보다 덜 효율적이다. 중탄산염의 여과부하가 세뇨관의 재흡수 능력을 넘게 되며 중탄산염 배설이 증가되는 방식으로 콩팥보상이 이루어진다.
대사성 알칼리증 환경에서 예상되는 pCO2 값은 다음과 같이 계산할 수 있다.
- pCO2 = 0.7 [HCO3] + 20 mmHg ± 5
- pCO2 = 0.7 [HCO3] + 21 mmHg[11]

## 치료
대사성 알칼리증을 효과적으로 치료하기 위해서 원인 질환을 교정해야 한다.

## 같이 보기
- 저칼륨혈증
- 대사성 산증
- 호흡성 산증
- 호흡성 알칼리증